# Verpakkingenbelasting
Op 1 januari 2008 is in Nederland de verpakkingenbelasting ingevoerd. Bedrijven die verpakkingen of verpakte producten voor de eerste keer op de Nederlandse markt brachten, moesten deze indirecte belasting betalen. Hoe meer een verpakking het milieu belastte, hoe hoger de belasting. Deze belasting is vervolgens op 1 januari 2013 weer ingetrokken en vervangen door een systeem van verplichte afvalbeheersbijdragen over verpakkingen aan de stichting Afvalfonds Verpakkingen.

## Reden voor invoering
Het kabinet wilde met de belasting het gebruik van verpakkingsmateriaal verminderen of het gebruik van verpakkingen die minder belastend zijn voor het milieu bevorderen. De belasting werd gepresenteerd als vergroeningsmaatregel. De verpakkingenbelasting is gebaseerd op het verpakkingenbesluit uit 2006. Ondernemers betaalden altijd al heffingen voor afval, de heffingen die zij voorheen betaalden voor recycling van afval zijn vanaf 2008 samengebracht in de verpakkingenbelasting. Het totale bedrag is wel verhoogd met de verpakkingenbelasting.

## Opbrengst
Bovenop alle andere afvalheffingen moest de verpakkingenbelasting in 2008 zo'n 240-280 miljoen euro opleveren. Hiervan ging zo'n 120 miljoen euro gaat naar het Afvalfonds en werd gebruikt voor recycling en het bestrijden van zwerfafval. De rest van het bedrag waren inkomsten voor de overheid.

### Tarieven
Het tarief was afhankelijk van de soort verpakkingen. De verpakkingenbelasting maakte onderscheid tussen primaire en niet-primaire verpakkingen. Primaire verpakkingen zitten om het consumentenproduct zoals een blikje bij bier of een maaltijdverpakking. Secundaire en tertiaire verpakkingen houden een aantal producten bijeen, zoals een display of een omdoos. Het tarief voor primaire verpakkingen was het hoogst. Verder maakte het materiaal verschil: hoe milieuvriendelijker het materiaal, hoe lager het tarief. Het laagste tarief voor primaire verpakkingen was € 0,0228 per kilo (hout) en het hoogste tarief was € 0,5731 per kilo (aluminium).

### Vrijstellingen
Over de eerste 50.000 kilo verpakkingsmateriaal per jaar werd geen belasting geheven. Bedrijven die meer dan 50.000 kilo verpakking op de Nederlandse markt brachten, moesten een administratie bijhouden en aangifte doen. Over de eerste 50.000 kilo afval betaalden ook zij geen belasting.

## Kritiek
De verpakkingenbelasting ging ervan uit dat consumenten en producenten zouden kiezen voor verpakkingen die het milieu minder belasten. Voor producenten maakte de verpakkingenbelasting echter niet uit, zij berekenden de extra kosten door aan de consument. De meeste supermarktketens, waaronder Albert Heijn, deden dit ook. Vanaf 1 mei 2008 verhoogden zij de prijzen gemiddeld met één procent. Voor het milieu maakte het dus niet uit, de schatkist werd alleen voller ten koste van de consument.
De prijsstijging veroorzaakte beroering in de Tweede Kamer, onder meer bij het CDA en de SP. De PvdA verwachtte dat "de consument bedrijven onder druk zal zetten overbodige verpakkingen achterwege te laten."
Omdat producenten en wederverkopers de belasting doorberekenden aan de klanten, gingen zij er financieel niet op achteruit. Wel vergde het bijhouden van de verpakkingenadministratie veel inspanning, hetgeen haaks stond op het streven van het kabinet om de administratieve lastendruk voor ondernemers te verlichten.